# Nuevos Territorios
Los Nuevos Territorios (en inglés, New Territories; en chino, 新界; jyutping, san1gaai3), abreviados N. T. o NT, son una de las tres regiones principales de Hong Kong, junto con la isla de Hong Kong y la península de Kowloon. Constituye el 86,2 % del territorio de Hong Kong. Históricamente, es la región descrita en la Convención para la Extensión del Territorio de Hong Kong. Según ella, abarca la zona continental al norte de la Boundary Street de la Península de Kowloon y al sur del río Shenzhen, frontera entre Hong Kong y China continental, y más de 200 islas periféricas incluidas la Isla Lantau, la Isla Lamma, Cheung Chau, y Peng Chau, pertenecientes a Hong Kong.
Posteriormente, después de que Nuevo Kowloon se definiera como la zona entre Boundary Street y los Kowloon Ranges que abarcaba desde Lai Chi Kok hasta Lei Yue Mun, y se extendieran las áreas urbanas de Kowloon, Nuevo Kowloon se urbanizó gradualmente y fue absorbida por Kowloon. En la actualidad Nuevo Kowloon es considerado casi siempre parte de Kowloon en lugar de Nuevos Territorios (excepto administrativamente).
Por tanto, los Nuevos Territorios comprenden ahora solo la zona al norte de los Kowloon Ranges y al sur del río Sham Chun, así como las islas periféricas. Abarca una superficie de 952 km².  Sin embargo, New Kowloon ha permanecido adminsitrativamente parte de Nuevos Territorios en lugar de Kowloon.
Los Nuevos Territorios fueron alquilados por la Dinastía Qing de China al Reino Unido en 1898 por 99 años en la Segunda Convención de Pekín (la Convención para la Extensión del Territorio de Hong Kong). Tras el vencimiento del alquiler, se transfirió la soberanía a la República Popular China en 1997, junto con los territorios de la Isla de Hong Kong y la Península de Kowloon cedidos por los Qing.
En 2011, la población de los Nuevos Territorios era de 3 691 093, con una densidad de población de 26 000 por kilómetro cuadrado.

## Historia

### Alquiler de Nuevos Territorios

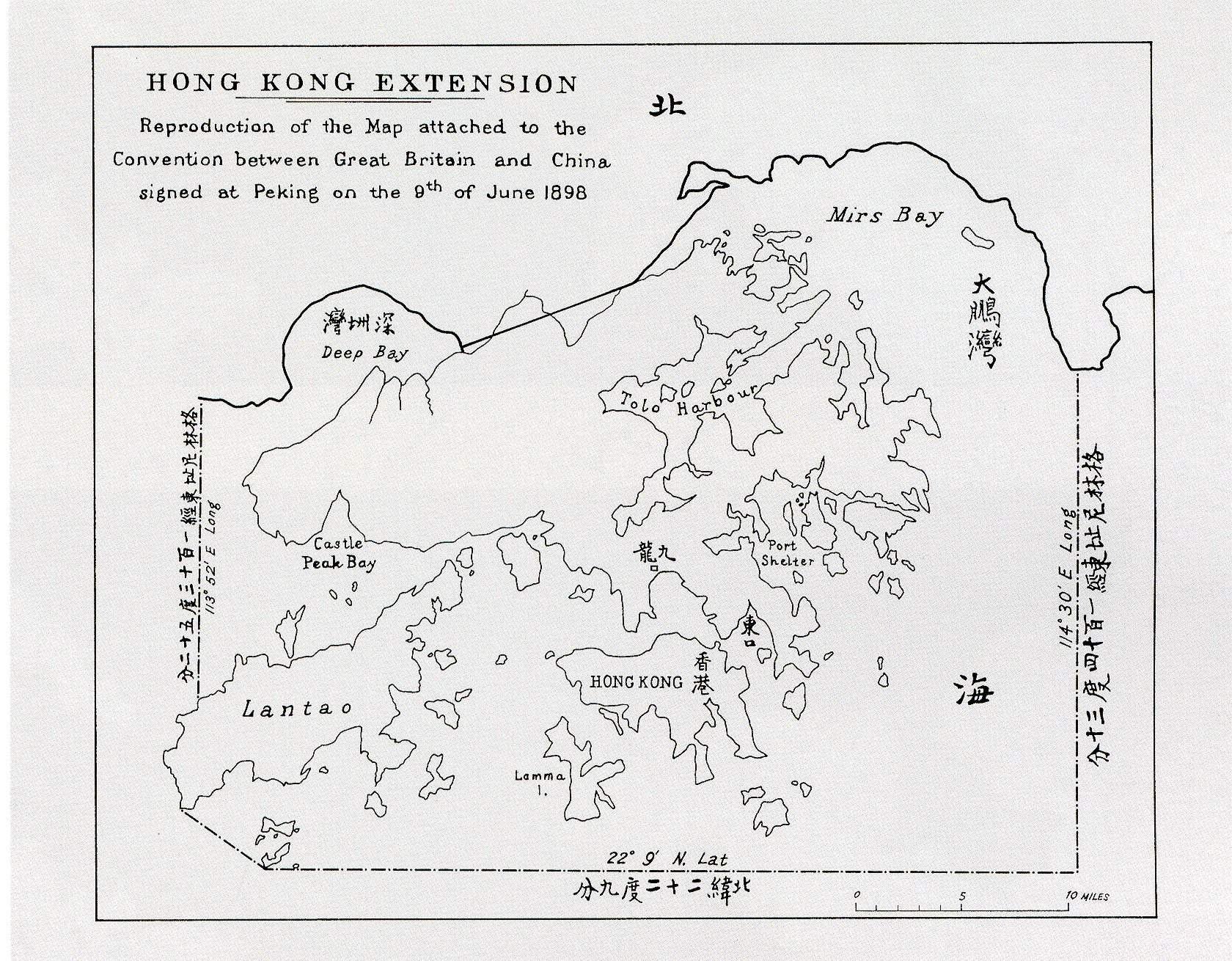
Mapa de los alquilados Nuevos Territorios y Nuevo Kowloon durante la Convención para la Extensión del Territorio de Hong Kong de 1898

La isla de Hong Kong fue cedida al Reino Unido en 1842 y la parte de Kowloon al sur de Boundary Street y Stonecutters Island en 1860. La colonia de Hong Kong atrajo un gran número de chinos y occidentales que buscaban fortuna en la ciudad. Su población aumentó rápidamente y la ciudad se hizo superpoblada. El brote de la peste pulmonar en 1894 se convirtió en una preocupación para el Gobierno de Hong Kong. Era necesario expandir la colonia para alojar a su población en crecimiento. La derrota de la dinastía Qing en la Primera guerra sino-japonesa demostró que era incapaz de defenderse. Victoria y el Puerto de Victoria eran vulnerables a cualquier fuerza hostil que lanzara ataques desde las colinas de Kowloon.
Alarmado por la invasión europea de China, el Reino Unido también temía por la seguridad de Hong Kong. Usando la cláusula de la nación más favorecida que había negociado con Pekín, el Reino Unido exigió la extensión de Kowloon para contrarrestar la influencia de Francia en el sur de China en junio de 1898. En julio, garantizó a Weihaiwei en Shandong en el norte como base de operaciones contra los alemanes de Qingdao (Tsingtao) y los rusos de Port Arthur. Las autoridades chinas se quedaron en las ciudades amuralladas de Kowloon y Weihaiwei.
La extensión de Kowloon se denominó Nuevos Territorios. La superficie adicional se estimó en 945 km², o 12 veces el tamaño de la colonia de Hong Kong existente en aquel momento.

### Toma de la soberanía británica
Aunque se firmó la Convención el 9 de junio de 1898 y se hizo efectiva el 1 de julio, los ingleses no tomaron el control de los Nuevos Territorios inmediatamente. Durante este periodo, no había Gobernador de Hong Kong y Wilsone Black actuaba como administrador. Steward Lockhart, el Secretario Colonial de Hong Kong, fue enviado a Inglaterra para hacer un estudio de Nuevos Territorios antes de la transferencia formal. El estudio descubrió que la nueva frontera del río Shenzhen sugerida por Wilsone Black estaba lejos de ser la ideal. Excluía la ciudad de Shenzhen (Sham Chun), y la frontera la dividiría. No había una cadena montañosa como frontera natural. Lockhard sugirió mover la frontera a la línea de colinas al norte de Shenzhen. Esta sugerencia no se recibió favorablemente y las autoridades chinas sugirieron que la frontera se moviera a las colinas muy al sur del río Sham Chun. En 1899 se estableció que la frontera permaneciera en el río Sham Chun.
El nuevo Gobernador de Hong Kong Henry Blake llegó en noviembre de 1898. La fecha de la toma de posesión de Nuevos Territorios se fijó el 17 de abril de 1899 y se eligió a Tai Po como centro administrativo. Sin embargo, la transferencia no fue tranquila y pacífica. Antes de la entrega, a comienzos de abril, el Capital Superintendente de Policía Francis Henry May y algunos policías erigieron un asta de bandera y sede temporal en Tai Po y publicaron la proclamación del Gobernador de la fecha de la toma de posesión.
Lord Lugard fue gobernador desde 1907 hasta 1912, y propuso devolver Weihaiwei al gobierno chino, a cambio de que cedieran Nuevos Territorios de forma perpetua. La propuesta no se recibió favorablemente, aunque si se hubiera aceptado, Hong Kong podría haber permanecido en manos británicas para siempre.

### Construcción de ciudades planificadas
Gran parte de Nuevos Territorios era, y una extensión limitada de ellos aún es, zonas rurales. Los intentos de modernizar la zona no se comenzaron plenamente hasta finales de la década de 1970, cuando se construyeron muchas ciudades planificadas para alojar el crecimiento de la población de las zonas urbanizadas de Kowloon y la Isla de Hong Kong. A pesar del rápido desarrollo de estas ciudades planificadas, que ha resultado en una población de más de 3 millones, el Gobierno de Hong Kong limitó las zonas urbanizadas y reservó grandes partes de la región como zonas verdes.

### Transferencia de soberanía a China
En la década de 1980, cuando se acercaba el vencimiento del acuerdo, las conversaciones entre el Reino Unido y la República Popular China llevaron a la firma de la Declaración Conjunta Sino-británica (1984), según la cual se devolvería todo Hong Kong, no solo Nuevos Territorios, debido a que todos los puertos, embalses y otras instalaciones vitales de Hong Kong estaban en Nuevos Territorios. Por otro lado, si solo se hubieran devuelto los Nuevos Territorios, sería difícil dar cabida a los residentes de Nuevos Territorios que se trasladarían a la península de Kowloon y la isla de Hong Kong.

## Distritos
Los Nuevos Territorios comprenden dos circunscripciones geográficas del Consejo Legislativo, con un total de nueve distritos, cada uno con un Consejo de Distrito:
- Nuevos Territorios Este (7 escaños)
  - Norte
  - Sai Kung
  - Sha Tin
  - Tai Po

- Nuevos Territorios Oeste (8 escaños)
  - Islas
  - Kwai Tsing (Kwai Chung e Isla de Tsing Yi)
  - Tsuen Wan
  - Tuen Mun
  - Yuen Long

## Población
Según el censo de 2001, la población de Nuevos Territorios era de 3 343 046 habitantes, lo que representa el 49,8 % de la población de Hong Kong.

## Nuevo Kowloon
Nuevo Kowloon abarca todos los distritos de Wong Tai Sin y Kwun Tong, así como la parte continental de Sham Shui Po (es decir, excluidas las Islas Stonecutters) y la parte norte de la Ciudad de Kowloon (al norte de Boundary Street/Prince Edward Road West, así como tierras ganadas al mar incluido el Aeropuerto Internacional Kai Tak).

## Más información
- Lee, Ho Yin; DiStefano, Lynne Delehanty (2002). A Tale of Two Villages: The Story of Changing Village Life in the New Territories. Oxford University Press. ISBN 978-0-19-592859-4.